# بن زوه
بنزوه بلدية تابعة لدائرة أولاد سيدي إبراهيم بولاية المسيلة